# Arthur Wharton
Arthur Wharton (Acra, Costa de Oro, 28 de octubre de 1865 - Edlington, 13 de diciembre de 1930) fue un deportista inglés de ascendencia ghanesa. Es más conocido por su trayectoria futbolística, donde se desempeñó como guardameta, aunque también participó en competiciones de atletismo, ciclismo y críquet.
En 1889 se convirtió en el primer futbolista de raza negra que firmó un contrato profesional.

## Biografía
Wharton nació en la capital de la Costa de Oro británica (actual Ghana) en el seno de una familia acomodada. Su padre Henry era un ministro metodista de ascendencia granadina y escocesa, mientras que su madre, Annie Florence Egyriba, estaba emparentada con la realeza del grupo tribal Fante. Con 19 años viajó a Darlington (Reino Unido) para formarse como pastor metodista en el Cleveland College, donde tuvo su primer contacto con el deporte y cosechó buenos resultados en distintas especialidades. En 1886 ganó la carrera de las 100 yardas de Stamford Bridge por debajo de los diez segundos y un año después venció en una etapa ciclista entre Preston y Blackburn. Sin embargo, destacó más por su trayectoria futbolística.
En 1885 comenzó a jugar como guardameta en el Darlington Football Club. Sus buenas actuaciones llamaron la atención del Preston North End, que le hizo un contrato amateur para la FA Cup de 1887, donde llegó hasta semifinales. Abandonó ese club al año siguiente y se trasladó a Sheffield para concentrarse en el atletismo profesional, por lo que no formó parte del Preston que ganó el doblete en la temporada 1888-89.
Volvió a jugar al fútbol en 1889, cuando fichó por el Rotherham Town con un contrato profesional, el primero de un jugador negro en el Reino Unido. Allí fue portero titular durante cinco temporadas. En 1894 cambió de club para marcharse al Sheffield United, con el que disputó su primer encuentro en la primera división inglesa. Sin embargo, fue suplente de William "Fatty" Foulke y solo jugó tres partidos. Finalmente, pasó por clubes de inferior categoría como el Stalybridge Rovers y el Ashton North End, hasta que en 1902, a los 36 años, colgó las botas en el Stockport County FC. Nunca fue convocado por la selección de Inglaterra.
Tras su retirada, Wharton tuvo una vida complicada. Su decisión de jugar al fútbol provocó que la administración colonial de la Costa de Oro rechazara su solicitud para trabajar como funcionario de correos. En 1915 se mudó a Edlington, donde encontró trabajo como peón en una mina de carbón. Falleció en 1930 a los 65 años, sumido en la pobreza. Su cadáver fue enterrado en una tumba sin inscripción.
Su trayectoria permaneció olvidada hasta los años 1990, cuando los nietos de Wharton reivindicaron su carrera como un símbolo contra la discriminación. En 1997, el cementerio de Edlington descubrió una placa conmemorativa cerca de su tumba, en la que se recuerdan sus logros en el fútbol británico. En 2003 ingresó en el Salón de la Fama del fútbol inglés y en 2011 la Asociación de Fútbol de Inglaterra le rindió homenaje en un amistoso frente a Ghana que se disputó en Wembley. La FIFA también se sumó a los tributos en 2012.
Wharton no fue el primer futbolista negro de Gran Bretaña; ese honor le corresponde a Andrew Watson, internacional con Escocia en 1881. Sin embargo, sí fue pionero profesional y de la primera división inglesa.

## Trayectoria
| Club                     | País       | Año       |
| ------------------------ | ---------- | --------- |
| Darlington Football Club | Inglaterra | 1885-1886 |
| Preston North End        | Inglaterra | 1886-1888 |
| Rotherham Town           | Inglaterra | 1889-1894 |
| Sheffield United         | Inglaterra | 1894-1895 |
| Stalybridge Rovers       | Inglaterra | 1895-1897 |
| Ashton North End         | Inglaterra | 1897-1899 |
| Stalybridge Rovers       | Inglaterra | 1899-1901 |
| Stockport County         | Inglaterra | 1901-1902 |